# Neoflustra dimorphica
Neoflustra dimorphica är en mossdjursart som beskrevs av Lopez Gappa 1982. Neoflustra dimorphica ingår i släktet Neoflustra, ordningen Cheilostomatida, klassen Gymnolaemata, fylumet mossdjur och riket djur. Inga underarter finns listade i Catalogue of Life.